# Раші (міфологія)

Раші (сходить до імені коня Рахш в іранському епосі; груз. რაში) — в грузинському епосі — швидкі, всемогутні коні героїв.
Народжуються раші по-різному — з'являються з м'язів людини, виходять з моря, виростають із землі.
Перекази розрізняли раші трьох видів — земні, морські і небесні.
Земні раші мали дар пророцтва, в легендах вони завжди допомагають герою. Морські раші навпаки мали дику вдачу. Герой виводить їх з безодні користуючись чарівними вудилами, або за допомогою земних раші. Молоко морських раші мало цілющі властивості, але отримання його було пов'язане з небезпеками.
Небесних раші представляли крилатими і вогнедишними. Приручити їх вкрай важко, але якщо вийшло, стають вірними помічниками героя.